# Энос (фрегат, 1830)
«Энос» — парусный 60-пушечный фрегат Черноморского флота Российской империи.

## Описание фрегата
Один из шести 60-пушечных фрегатов типа «Тенедос», построенных в Николаеве под наблюдением адмирала А. С. Грейга. По размерам и вооружению они не слишком уступали 74-пушечным линейным кораблям и иногда именовались 60-пушечными кораблями. Назван в память о встрече 26 августа (7 сентября) 1829 года в порту Энос русских войск, вышедших на берег Эгейского моря, с отрядом вице-адмирала графа Л. П. Гейдена.

## История службы
Фрегат «Энос» был заложен на верфи А. А. Перовского в Николаеве и после спуска на воду в 1832 году вошел в состав Черноморского Флота.
В 1833 году выходил в крейсерство к абхазским берегам. Находился в практических и крейсерских плаваниях в Чёрном море в 1834—1837 годах.
В составе эскадр вице-адмирала М. П. Лазарева и контр-адмирала контр-адмирала Ф. Г. Артюкова принимал участие в создании Кавказской укрепленной береговой линии, высаживая десанты, основавшие укрепления в устьях реки Сочи и Цемесской бухте. С 1839 по 1843 год крейсировал у кавказского побережья, доставлял войска и грузы в укрепленные пункты Кавказской линии.
В 1845 году «Энос» переоборудован в блокшив.

## Командиры фрегата
Командирами судна в разное время служили:
- В. А. Батюшков (1832—1833 годы).
- С. А. Стерленгов (1834—1836 годы).
- П. М. Вукотич (1837—1838 годы).
- Н. Д. Варницкий (1839—1843 годы).